# FCW Divas Championship

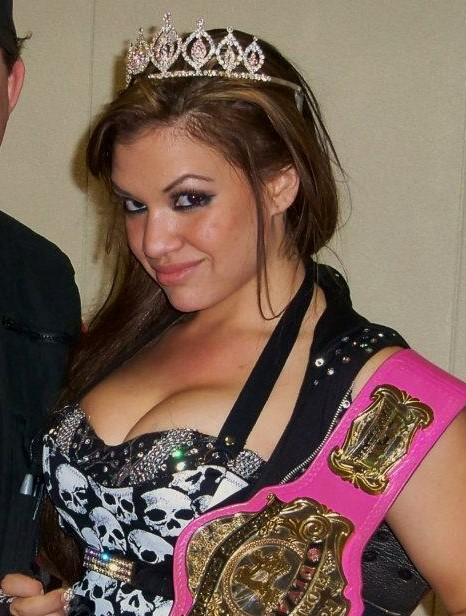
Campeonato de Divas de la FCW

El FCW Divas Championship o Campeonato de Divas de la FCW fue un campeonato de lucha libre profesional de la empresa Florida Championship Wrestling (FCW). El título era exclusivamente para la división femenina. 

## Historia
En verano de 2010, la FCW decidió crear un segundo campeonato femenino, siendo un equivalente al título de Reina de FCW. Para ello, se realizó un torneo en el que participaron 8 luchadoras, coronándose como la primera campeona del título Naomi Knight, quien ganó el título tras derrotar a Serena en la final el 10 de junio de 2010. 
El 4 de febrero de 2011, AJ Lee fue la primera mujer en obtener a la vez ambos campeonatos femeninos de la FCW. Finalmente, el 15 de marzo de 2012, la General Mánager de la FCW, Summer Rae, desactivó el título de Reina de FCW, quedando éste campeonato como el único para las luchadoras de la FCW.
El 14 de agosto de 2012, el título quedó desactivado, ya que la Florida Championship Wrestling se volvió la NXT Wrestling.

### Torneo
|  | Cuartos de final | Cuartos de final | Cuartos de final |             |          | Semifinales | Semifinales | Semifinales |   |        | Final | Final | Final |  |
|  |                  |                  |                  |             |          |             |             |             |   |        |       |       |       |  |
|  |                  |                  |                  |             |          |             |             |             |   |        |       |       |       |  |
|  | 1                | Serena           | Pin              |             |          |             |             |             |   |        |       |       |       |  |
|  | 1                | Serena           | Pin              |             |          |             |             |             |   |        |       |       |       |  |
|  | 2                | Aksana           |                  |             |          |             |             |             |   |        |       |       |       |  |
|  | 2                | Aksana           |                  | 1           | Serena   | Pin         |             |             |   |        |       |       |       |  |
|  |                  |                  |                  | 1           | Serena   | Pin         |             |             |   |        |       |       |       |  |
|  |                  |                  | 3                | AJ Lee      |          |             |             |             |   |        |       |       |       |  |
|  | 3                | AJ Lee           | 3                | AJ Lee      | Pin      |             |             |             |   |        |       |       |       |  |
|  | 3                | AJ Lee           |                  |             |          |             |             |             |   |        |       |       |       |  |
|  | 4                | Tamina           |                  |             |          |             |             |             |   |        |       |       |       |  |
|  | 4                | Tamina           |                  |             |          |             |             |             | 1 | Serena |       |       |       |  |
|  |                  |                  |                  |             |          |             |             |             | 1 | Serena |       |       |       |  |
|  |                  |                  | 7                | Naomi Night | Pin      |             |             |             |   |        |       |       |       |  |
|  | 5                | Savannah         | 7                | Naomi Night | Pin      | Pin         |             |             |   |        |       |       |       |  |
|  | 5                | Savannah         |                  |             |          |             |             |             |   |        |       |       |       |  |
|  | 6                | Jamie Keyes      |                  |             |          |             |             |             |   |        |       |       |       |  |
|  | 6                | Jamie Keyes      |                  | 5           | Savannah |             |             |             |   |        |       |       |       |  |
|  |                  |                  |                  | 5           | Savannah |             |             |             |   |        |       |       |       |  |
|  |                  |                  | 7                | Naomi Night | Pin      |             |             |             |   |        |       |       |       |  |
|  | 7                | Naomi Night      | 7                | Naomi Night | Pin      | Pin         |             |             |   |        |       |       |       |  |
|  | 7                | Naomi Night      |                  |             |          |             |             |             |   |        |       |       |       |  |
|  | 8                | Liviana          |                  |             |          |             |             |             |   |        |       |       |       |  |
|  | 8                | Liviana          |                  |             |          |             |             |             |   |        |       |       |       |  |
|  |                  |                  |                  |             |          |             |             |             |   |        |       |       |       |  |

## Lista de campeonas
| Luchadora:    | Reinado N°: | Derrotó a:                                     | Fecha:                  | Show o Evento: |
| ------------- | ----------- | ---------------------------------------------- | ----------------------- | -------------- |
| Naomi Night   | 1           | Serena                                         | 10 de junio de 2010     | FCW TV         |
| AJ Lee        | 1           | Naomi Night                                    | 16 de diciembre de 2010 | FCW TV         |
| Aksana        | 1           | AJ Lee                                         | 7 de abril de 2011      | FCW TV         |
| Audrey Marie  | 1           | Aksana                                         | 1 de septiembre de 2011 | FCW TV         |
| Raquel Diaz   | 1           | Audrey Marie                                   | 15 de diciembre de 2011 | FCW TV         |
| Caylee Turner | 1           | Raquel Diaz                                    | 29 de junio de 2012     | Evento en vivo |
| Vacante       | N/A         | Debido al despido de Turner de la WWE          | 11 de agosto de 2012    | Tampa, Florida |
| Desactivado   | N/A         | Debido a que la FCW se volvió la NXT Wrestling | 14 de agosto de 2012    | Tampa, Florida |

## Reinados más largos
| Luchadora    | Días | Fecha en que ganó       | Fecha en que perdió       | Notas                                           |
| ------------ | ---- | ----------------------- | ------------------------- | ----------------------------------------------- |
| Raquel Diaz  | 197  | 15 de diciembre de 2011 | 29 de junio de 2012       | Su primer reinado                               |
| Naomi Night  | 189  | 10 de junio de 2010     | 16 de diciembre del 2010. | Primera campeona de la historia                 |
| Aksana       | 147  | 7 de abril de 2011      | 1 de septiembre de 2011   | Su primer reinado                               |
| AJ Lee       | 112  | 16 de diciembre de 2010 | 7 de abril de 2011        | Durante su reinado cambió su nombre AJ a AJ Lee |
| Audrey Marie | 105  | 1 de septiembre de 2011 | 15 de diciembre de 2011   | Su primer reinado                               |

## Datos interesantes
- Reinado más largo: Raquel Diaz, 196 días.
- Reinado más corto: Caylee Turner, 48 días.
- Campeona más vieja: Aksana, 28 años.
- Campeona más joven: Raquel Diaz, 20 años.
- Campeona más pesada: Aksana, 58 kg (128 lb)
- Campeona más liviana: AJ Lee, 48 kg (106 lb)